# Karl Cartier
Pour les articles homonymes, voir Cartier.
Karl Cartier, né le 5 septembre 1855 à Paris et mort en juillet 1925 à Moret-sur-Loing, est un peintre et conservateur de musée français.

## Biographie
Élève de Carolus-Duran, Boulanger et Jean-Léon Gérôme, Cartier a exposé régulièrement au Salon des artistes français.
Peintre régionaliste passionné de sa région, il a, dans ses tableaux divers, évoqué notamment l’Entrée de Moret par la vieille Porte du Pont, et l’Église de Moret le soir, et, dans le pays de Barbizon, sous le titre Après l’orage, le berger qui ramène les moutons, devant les meules pareilles à des bonnets pointus, il a également fondé, à Moret, un musée, où il a réuni les œuvres de paysagistes qui ont été particulièrement séduits par Moret ou qui y ont vécu.
Il a réalisé le seul portrait connu de Victorien Sardou. Ce comédien sollicité par les pinceaux les plus en renom de son époque étant connu comme un nerveux qui n’aimait pas à poser, seul Cartier a eu l’opportunité d’obtenir quelques séances. À la mort du comédien, quelques amis du peintre ont fait hommage de ce portrait, dont la physionomie est saisissante, l’œil vif, la bouche fine, les mains d’un dessin remarquable, à la Comédie-Française, reçu par l’administrateur général Jules Claretie.

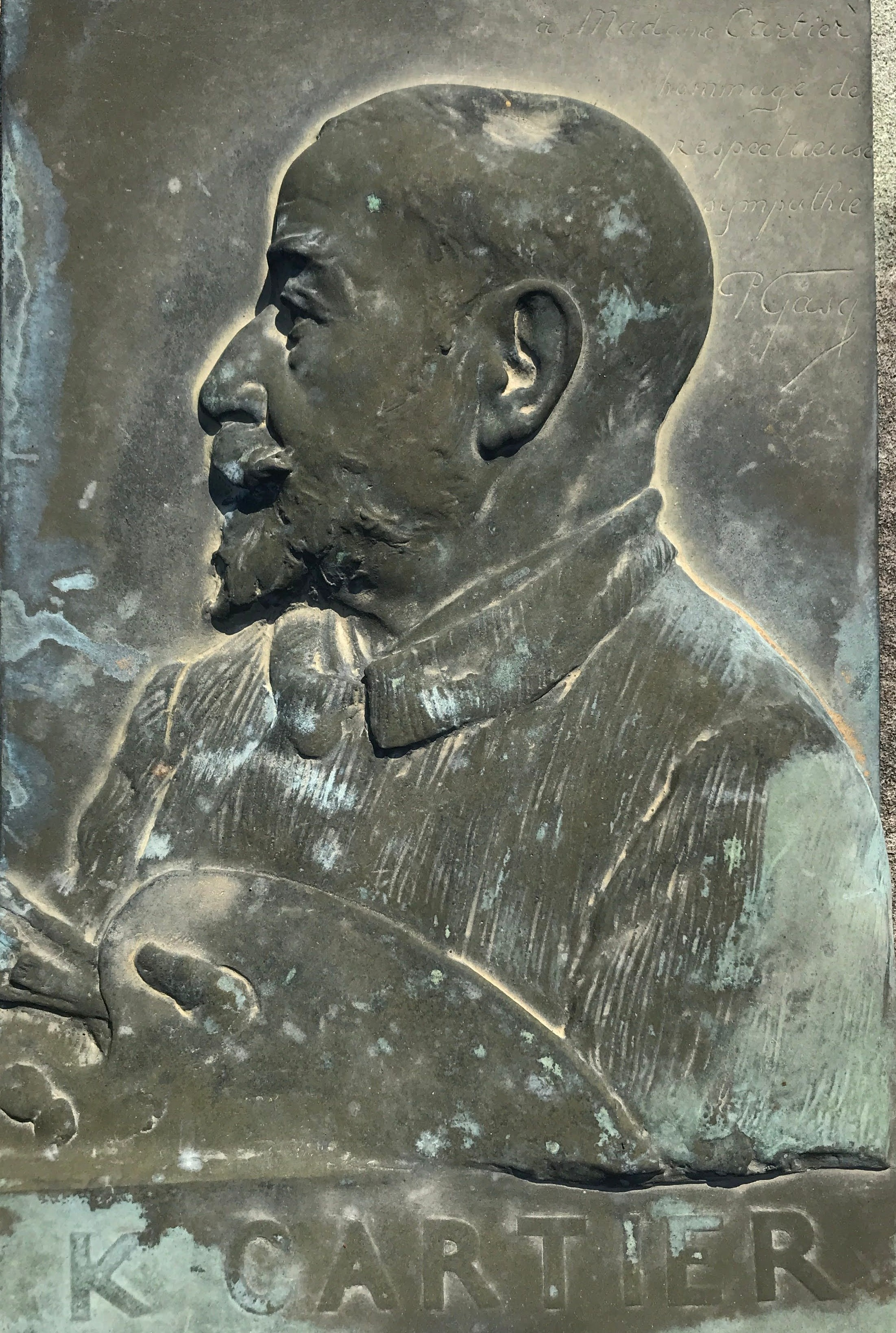
relief sur la pierre tombale à Moret-sur-Long